# میپل

یک نگارهٔ پویا، ایجادشده با نرم‌افزار میپل

نرم‌افزار مِیْپـِلْ یا سامانهٔ رایانه‌ای جبری مِیْپِل (به انگلیسی: Maple) یکی از نرم‌افزارهای مشهور ریاضی است.
نام آن به معنی درخت افرا (درختی شبیه چنار) است که عکس برگ آن بر پرچم کانادا وجود دارد. دلیل این نام‌گذاری نوشته‌شدن این نرم‌افزار در دانشگاه‌های کانادا خصوصاً دانشگاه واترلو است.
میپل نرم‌افزاری بسیار قوی در زمینهٔ ریاضی است که کار عملی ۱۰۰ دانشجو بوده‌است.
از دیگر خصوصیات این نرم‌افزار راهنمای بسیار قوی آن است که کار کردن با این نرم‌افزار را بسیار راحت می‌کند. جدیدترین نگارش این نرم‌افزار نگارش ۲۰۱۶٫۲ آن است که در تمام زمینه‌های ریاضی از جمله جبر خطی و ریاضیات گسسته و حسابان و حتی ریاضیات مقدماتی برای دانش‌آموزان دبیرستانی می‌تواند مفید واقع شود.

## طرز کار میپل
کاربران می‌توانند ریاضیات را با علائم تجاری در آن وارد کنند. واسط کاربری نیز می‌تواند توسط کاربر درست شود.
میپل یک زبان برنامه‌نویسی مرکب از زبان‌های دستوری و زبان‌های پویا است. همچنین واسط‌هایی برای کار با دیگر زبان‌ها مثل سی، فورترن، جاوا، متلب و ویژوال بیسیک وجود دارند.
چند مثال:
انتگرال:
int(cos(x/a), x);
دستور فوق انتگرال (cos(x/a را بر حسب متغیر x می‌گیرد.
رسم نمودار سه بعدی:
(plot3d(x^2+y^2,x=-1..1,y=-۱..۱;
دستور فوق نمودار تابع x^2+y^2 را بر حسب دو متغیر x و y در بازه [-۱٬۱] برای آنها رسم می‌نماید.
نرم‌افزار میپل یک نرم‌افزار ریاضی است، که شامل دستورها متنوع برای انجام عملیات گوناگون ریاضی است.
نکته: در maple دستورها با حروف کوچک نوشته می‌شود و بین حروف کوچک و بزرگ تفاوت وجود دارد.

## ورژن‌های قبلی
- [Maple 2016: 2016]
- [Maple 2015: 2015]
- [Maple 18: 2014]
- [Maple 17: 2013]
- [Maple 16: 2012]
- [Maple 15: 2011]
- [Maple 14: 2010]
- [Maple 13: 2009]
- [Maple 12: May, 2008]
- [Maple 11: ۲۱ فوریه ۲۰۰۷]
- [Maple 10: ۱۰ مه ۲۰۰۵]
- [Maple 9.5: ۱۵ آوریل ۲۰۰۴]
- [Maple 9: ۳۰ ژوئن ۲۰۰۳]
- [Maple 8: ۱۶ آوریل ۲۰۰۲]
- [Maple 7: ۱ ژوئیه ۲۰۰۱]
- [Maple 6: ۶ دسامبر ۱۹۹۹]
- [Maple V R5: ۱ نوامبر ۱۹۹۷]
- [Maple V R4: January, 1996]
- [Maple V R3: ۱۵ مارس ۱۹۹۴]
- [Maple V R2: نوامبر ۱۹۹۲]
- [Maple V: August, 1990]
- [Maple 4.3: March, 1989]
- [Maple 4.2: December, 1987]
- [Maple 4.1: May, 1987]
- [Maple 4.0: April, 1986]
- [Maple 3.3: March, 1985 (first publicly available version)]
- [Maple 3.2: April, 1984]
- [Maple 3.1: October, 1983]
- [Maple 3.0: May, 1983]
- [Maple 2.2: December, 1982]
- [Maple 2.15: August, 1982]
- [Maple 2.1: June, 1982]
- [Maple 2.0: May, 1982]
- [Maple 1.1: January, 1982]
- [Maple 1.0: January, 1982]